# Günter Kowalewski
Günter Kowalewski (* 31. Januar 1943 in Dortmund-Marten) ist ein ehemaliger deutscher Ringer.

## Werdegang
Günter Kowalewski begann als Jugendlicher beim KSV Jahn Marten 05 in Dortmund mit dem Ringkampfsport. Später wechselte er zur Sportunion Annen. Er rang in beiden Stilarten, dem griechisch-römischen Stil und dem freien Stil, konzentrierte sich aber bei seinen internationalen Einsätzen auf den griechisch-römischen Stil. Als Erwachsener war er bei einer Größe von 1,86 Metern ein kräftiger Halbschwergewichtler, der aber vereinzelt auch im Schwergewicht auf die Matte ging. Im weiteren Verlauf seiner Karriere schloss er sich dem KSV Witten 07 an. Mit diesem Verein wurde er im Jahre 1974 deutscher Mannschaftsmeister.
1961 wurde Günter Kowalewski deutscher Meister bei der A-Jugend im freien Stil in der Gewichtsklasse bis 79 kg Körpergewicht. 1964 folgte ein dritter Platz bei der deutschen Juniorenmeisterschaft im freien Stil des Mittelgewichts.
Seinen ersten Erfolg bei deutschen Meisterschaften erzielte er im Jahre 1966, als er im griechisch-römischen Stil im Mittelgewicht vor Werner Hoppe aus Köllerbach deutscher Meister wurde. 1967 wiederholte er diesen Titelgewinn in derselben Stilart und im selben Gewicht. Er verwies dabei erneut Werner Hoppe auf den 2. Platz. Im freien Stil belegte er 1967 hinter Ernst Knoll aus Ziegelhausen und Heinz Sperling aus Essen den 3. Platz. 
Seinen nächsten Titelgewinn verzeichnete Günter Kowalewski bei der deutschen Meisterschaft 1970. Hier siegte er im griechisch-römischen Stil im Halbschwergewicht vor Ernst Knoll und Lorenz Hecher aus Hallbergmoos. 1971 und 1972 kam er im griechisch-römischen Stil im Halbschwergewicht jeweils hinter Ernst Knoll und Fred Theobald vom ASV Köllerbach auf den 2. Platz.
1973 wurde Günter Kowalewski deutscher Meister im freien Stil im Schwergewicht vor Kaspar Eham aus Bad Reichenhall und im griechisch-römischen Stil im Halbschwergewicht vor Reinhard Drott vom ASV Mainz 1888. Im Jahre 1974 wurde er letztmals deutscher Meister. Er siegte im Schwergewicht im griechisch-römischen Stil vor Pedro Pawlidis aus Aalen und Albert Niederberger aus Bad Reichenhall.
Insgesamt gewann Günter Kowalewski im Seniorenbereich also sechs deutsche Meistertitel in den Einzelwettbewerben. Dazu kommt der deutsche Meistertitel bei den Mannschaften und der deutsche Meistertitel bei der A-Jugend.
Die internationale Karriere von Günter Kowalewski verlief nicht so erfolgreich. 1967 wurde er bei der Europameisterschaft in Minsk im Mittelgewicht, griechisch-römischer Stil, eingesetzt. Er verlor dort aber gegen die Weltklasseringer Wenko Zinzarow aus Bulgarien und Gheorghe Popovici aus Rumänien. Ähnlich erging es ihm bei der Weltmeisterschaft 1967 in Bukarest. Im gleichen Stil und in der gleichen Gewichtsklasse verlor er gegen den Olympiasieger von 1960 Branislav Simić aus Jugoslawien und Sven Allan Olsson aus Schweden.
Auch bei der Europameisterschaft 1970 in Berlin blieb er erfolglos. Er unterlag dort gegen den Weltmeister von 1967 László Sillai aus Ungarn und gegen Stojan Iwanow aus Bulgarien. Einen Sieg landete er bei der Weltmeisterschaft 1971 in Sofia, als er im Halbschwergewicht Sieger über Ksroni aus Libanon wurde. Gegen Josef Müller aus der ČSSR rang er unentschieden, gegen den Olympiasieger von 1968 Lothar Metz aus der DDR und gegen Josip Čorak aus Jugoslawien musste er aber Niederlagen hinnehmen.
Bei der Europameisterschaft 1972 in Kattowitz rang er im Halbschwergewicht gegen Suleyman Akbayiz aus der Türkei und gegen Jan Sebetovsky aus der ČSSR. Beide Kämpfe endeten 4:4, d. h., dass in beiden Kämpfen die Ringer wegen „Passivität“ disqualifiziert wurden. Schließlich wurde Günter Kowalewski auch bei den Olympischen Spielen 1972 in München eingesetzt. Er rang dort im Halbschwergewicht, griechisch-römischer Stil. In seinem ersten Kampf siegte er dort über Wayne Baugham aus den Vereinigten Staaten und verlor danach seine beiden nächsten Kämpfe gegen Håkon Øverby aus Norwegen und Waleri Resanzew aus der UdSSR, der später Olympiasieger wurde. Er belegte in München in der Endabrechnung den 8. Platz und erzielte damit die beste Platzierung in seiner Laufbahn bei einer internationalen Meisterschaft.
Nach den Olympischen Spielen in München beendete Günter Kowalewski seine internationale Ringerlaufbahn. Er rang aber noch einige Jahre für seinen Verein, den KSV Witten 07. Beruflich betrieb Günter Kowalewski eine Gastwirtschaft in Annen.

## Internationale Wettbewerbe
| Jahr | Platz | Wettbewerb                        | Stil | Gewichtsklasse | |
| 1967 | 14.   | EM in Minsk                       | GR   | Mittel         | nach Niederlagen gegen Wenko Zinzarow, Bulgarien u. Gheorghe Popovici, Rumänien                                                                      |
| 1967 | 13.   | WM in Bukarest                    | GR   | Mittel         | nach Niederlagen gegen Branislav Simić, Jugoslawien u. Sven Allan Olsson, Schweden                                                                   |
| 1970 | 1.    | Intern. Turnier in Savona         | GR   | Halbschwer     | vor Andersson, Schweden u. Kralik, Österreich |
| 1970 | 15.   | EM in Berlin (Ost)                | GR   | Halbschwer     | nach Niederlagen gegen László Sillai, Ungarn u. Stojan Iwanow, Bulgarien                                                                             |
| 1971 | 11.   | WM in Sofia                       | GR   | Halbschwer     | nach einem Sieg über Ksroni, Libanon, einem Unentschieden gegen Josef Müller, ČSSR u. Niederlagen gegen Lothar Metz, DDR u. Josip Čorak, Jugoslawien |
| 1972 | 3.    | Vorolympisches Turnier in München | GR   | Halbschwer     | hinter Czesław Kwieciński, Polen und Ernst Knoll, BRD                                                                                                |
| 1972 | 14.   | EM in Kattowitz                   | GR   | Halbschwer     | nach Niederlagen gegen Süleyman Akbayiz, Türkei u. Jan Sebetovsky, CSSR (in beiden Kämpfen wurden beide Ringer disqualifiziert)                      |
| 1972 | 8.    | OS in München                     | GR   | Halbschwer     | nach einem Sieg über Wayne Baugham, USA u. Niederlagen gegen Håkon Øverby, Norwegen u. Waleri Resanzew, UdSSR                                        |

## Deutsche Meisterschaften
| Jahr | Platz | Altersgruppe | Stil | Gewichtsklasse | Ergebnis                                                             |
| 1961 | 1.    | Jugend A     | F    | bis 79 kg      | vor Fritz Finkbeiner, Haslach u. Werner Bittner, Kelheim             |
| 1964 | 3.    | Junioren     | F    | Mittel         | hinter Dieter Umbach, Untertürkheim u. Emil Schmidt, Oppau           |
| 1966 | 1.    | Senioren     | GR   | Mittel         | vor Werner Hoppe, Köllerbach u. Klaus Hasenstab, Gailbach            |
| 1967 | 3.    | Senioren     | F    | Mittel         | hinter Ernst Knoll, Ziegelhausen u. Heinz Sperling, Essen            |
| 1967 | 1.    | Senioren     | GR   | Mittel         | vor Werner Hoppe u. Norbert Brehm, Waldaschaff                       |
| 1970 | 1.    | Senioren     | GR   | Halbschwer     | vor Ernst Knoll u. Lorenz Hecher, Hallbergmoos                       |
| 1971 | 3.    | Senioren     | GR   | Halbschwer     | hinter Ernst Knoll u. Fred Theobald, Köllerbach                      |
| 1972 | 3.    | Senioren     | GR   | Halbschwer     | hinter Ernst Knoll u. Fred Theobald                                  |
| 1973 | 1.    | Senioren     | F    | Schwer         | vor Kaspar Eham, AC Bad Reichenhall u. Roland Bock, Wersau           |
| 1973 | 1.    | Senioren     | GR   | Halbschwer     | vor Reinhard Drott, Mainz u. Kaspar Eham                             |
| 1974 | 1.    | Senioren     | GR   | Schwer         | vor Pedro Pawlidis, Aalen u. Albert Niederberger, AC Bad Reichenhall |

Anm.: OS = Olympische Spiele, WM = Weltmeisterschaft, EM = Europameisterschaft, F = freier Stil, GR = griechisch-römischer Stil, Mittelgewicht, bis 1968 bis 87 kg, Halbschwergewicht von 1969 bis 1996 bis 90 kg, Schwergewicht, von 1969 bis 1996 bis 100 kg Körpergewicht